# Wjatscheslaw Ganelin
Wjatscheslaw „Slava“ Ganelin (russisch Вячеслав Ганелин, * 17. Dezember 1944  in Kraskow bei Moskau) ist ein israelischer Pianist, Keyboarder, Bandleader und Komponist des Avantgarde Jazz russischer Herkunft. Er zählte mit seinem Ganelin Trio zu den markantesten Vertretern der russischen und litauischen Jazzszene der 1970er und 1980er Jahre.

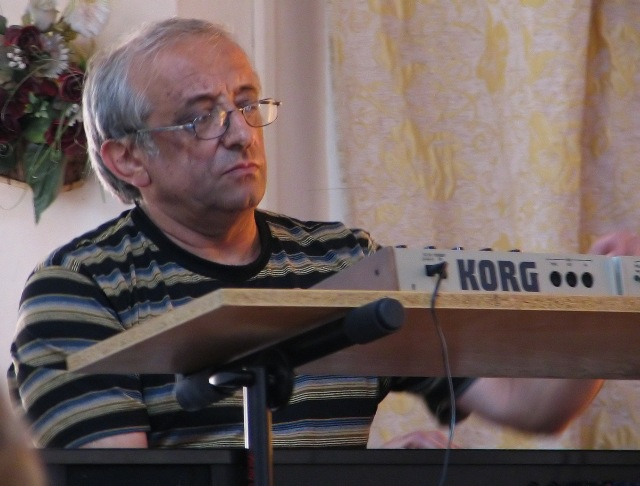
Wjatscheslaw Ganelin

## Leben und Wirken
Ganelin wurde in einem Dorf in der Nähe von Moskau geboren; seine Eltern zogen, wie viele Russen in dieser Zeit, in den 1950er Jahren ins Baltikum. Mit vier Jahren begann er mit dem Klavierspiel, mit 14 Jahren unternahm er erste Komponierversuche. Er studierte dann am Konservatorium in Vilnius, bildete Studenten-Bigbands und trat im Jugendclub „Neringa Café“ auf. Nach seinem Studium wurde Ganelin Leiter des russischen dramatischen Theaters in Vilnius und spielte Jazz in Trioformationen.
Ende der 1960er Jahre begann die Zusammenarbeit mit dem Schlagzeuger Wladimir Tarassow; ihrem Duo gelang auf dem Jazzfestival in Gorki 1970 der Durchbruch in der sowjetischen Jazzszene. Ein Jahr später stieß der Saxophonist Wladimir Tschekassin hinzu, womit das Ganelin Trio entstand; 1976 erfolgte schließlich der erste Auftritt im Ausland des Trios auf dem Warschauer Jazz Jamboree (LP auf Poljazz). Kurz nach diesem Konzert erschien auch ihre ersten Schallplatten in der UdSSR auf dem Melodija-Label, Con Anima und Concerto Grosso. Es folgten mehrere Tourneen in ost- und später auch in westeuropäische Staaten, wie 1981 durch Italien, 1983 durch Rumänien; 1984 besuchten sie Großbritannien und 1986 die USA, wo sie in San Francisco mit dem Rova Saxophone Quartet gemeinsam auftraten (zu hören auf der Doppel-CD San Francisco Holidays).
Das Ganelin Trio bestand bis 1987; dann verließ Ganelin die UdSSR und emigrierte nach Israel. Dort nahm er den Vornamen Slava an. In den späten 1980er und frühen 1990er Jahren entstanden noch Duo-Aufnahmen von Tarassow und Tschekassin auf Leo; Ganelin gründete in seiner neuen Heimat ein Trio (mit dem alten Namen Ganelin Trio) mit dem Cellisten und Bassisten Victor Fonarev und dem Schlagzeuger Mika Markovich. 1992/93 nahm Ganelin das Solo-Album On Stage...Backstage für Leo Records auf. 1993 trat er beim Vilnius Jazz Festival mit Petras Vysniauskas und Arkadijus Gotesmanas (als Trio Alliance) auf.
Ganelin war auch als Film- und Theaterkomponist tätig; er komponierte die Musiken für die am Bolschoi-Theater aufgeführte Oper Die rothaarige Lügnerin und der Soldat und für das Musical Die teuflische Braut. Zu seinen seltenen Auftritten als Sideman gehörte die Mitwirkung bei dem Album Viennese Concert des litauischen Saxophonisten Petras Vyšniauskas im Jahr 1989. Vysniauskas und Schlagzeuger Klaus Kugel gehören zum seit 1999 bestehenden Ganelin Trio Priority, das auf dem New Yorker Vision-Festival 2007 einen viel beachteten Auftritt hatte.

## Die Musik des Ganelin/Tschekassin/Tarassow-Trios

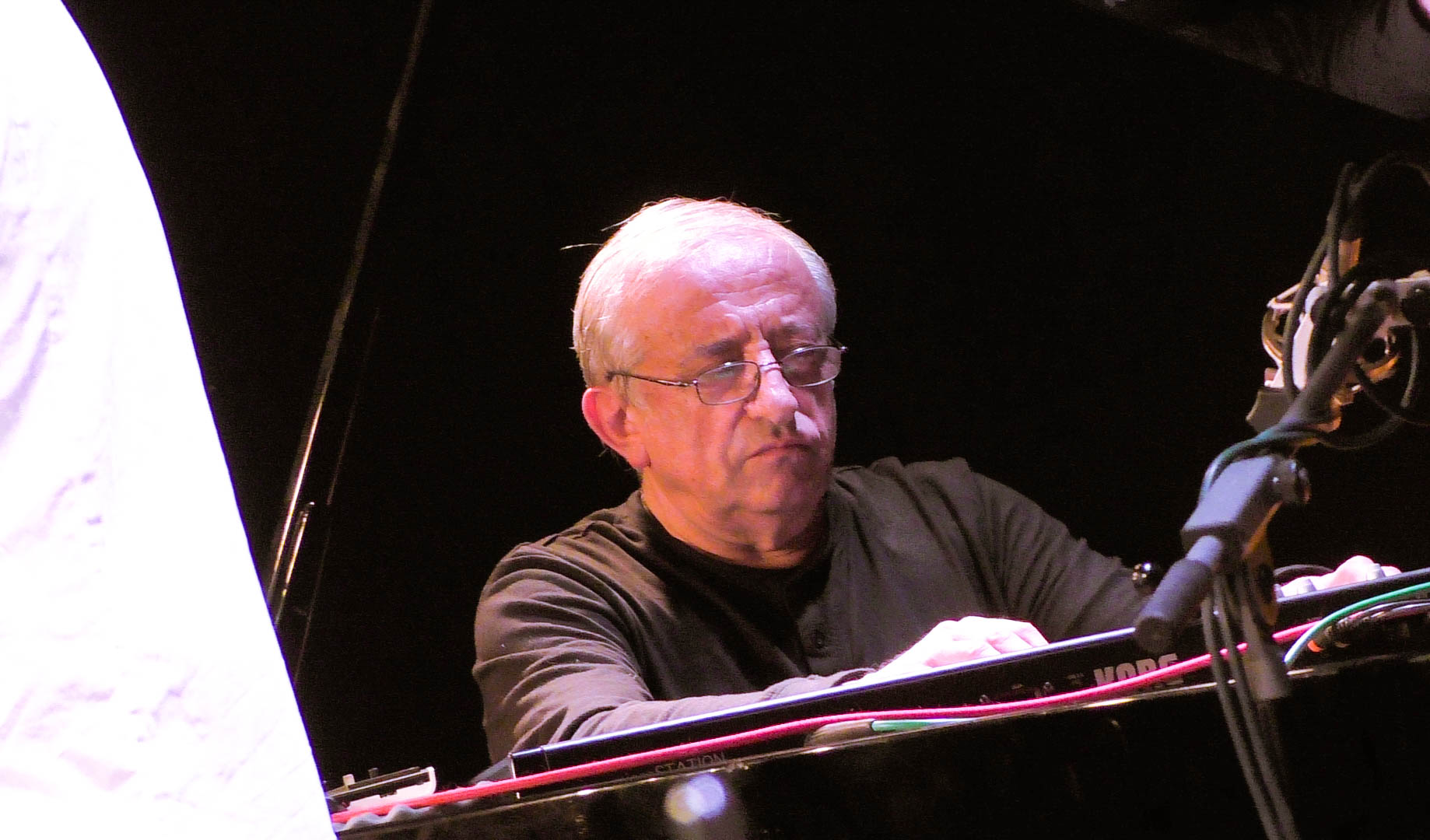
Slava Ganelin (2017). Foto: Mark Nakoykher

Nach Bert Noglik war das besondere Charakteristikum der Musik des Ganelin Trios einerseits „die stilistische Unbekümmertheit“, andererseits die „Ausarbeitung von Großformen mit kompositorischen Freiräumen“, wie bei den Aufnahmen oder Platten der späten 1970er und frühen 1980er, von denen einige auf Audio-Cassetten aus der Sowjetunion geschmuggelt werden mussten, um auch im Westen (von Leo Feigin auf dessen Londoner Label Leo Records) veröffentlicht werden zu können.
Das 1971 von Ganelin gebildete Trio schuf nach Ian Carr eine „Art abstrakter Musik, die aus der Tradition der europäischen Free Jazz Bewegung der späten 1960er Jahre kam, aber ihre ganz eigene Identität hatte. In der Musik des Trios spielte die Komposition eine sehr wichtige Rolle. Jedes längere Werk, jedes Album war konzeptionell unterschiedlich ausgestaltet und hatte eine ausdifferenzierte Struktur und Instrumentierung. Die Mitglieder des Trios spielten ungefähr 15 verschiedene Instrumente. Einbezogen wurden auch parodistische Elemente, Kinderlieder und Versatzstücke aus der slawischen Volksmusik und Klassik.“
Wladimir Tschekassin beschrieb diese musikalische Mischung so: „Einige Elemente nehmen wir aus dem Jazz, andere aus der Kammermusik oder der Folklore verschiedener Völker. Manchmal benutzen wir auch die naiven Techniken der Kinder, und alles findet Einfluss in noch nicht gehörte neue Kombinationen.“ Cook und Morton sehen Parallelen bei den Konzerten des Trios mit Roland Kirk, denn auch Wladimir Tschekassin blies gelegentlich mehrere Blasinstrumente gleichzeitig; zur Theatralik des Art Ensemble of Chicago und – in den ruhigeren, auskomponierten Passagen – zum Dave Brubeck Quartett, die in den 1960er Jahren maßgeblichen Einfluss auf den sowjetischen Jazz hatten.
Die Musik des Ganelin Trios war in den Intellektuellenkreisen der späten UdSSR sehr beliebt und erregte auch im Westen die Aufmerksamkeit der Jazzszene. Der Melody Maker schrieb damals über die Veröffentlichung des Konzert-Mitschnitts aus Berlin, dies sei „eines der aufregendsten Ereignisse, das freie Musik jemals auf die Bühne gebracht habe“. Der Konzertmitschnitt Live in East Berlin gilt als eine der besten Aufnahmen Ganelins ebenso wie das zwei Jahre später entstandene Werk Ancora da Capo.
Joachim-Ernst Berendt hatte sich nach dem Auftritt des Trios auf den Berliner Jazztagen euphorisch geäußert, „das Ganelin Trio produziere den wildesten und dennoch am besten organisierten Free Jazz, den ich in Jahren gehört habe.“ Die Kritiker Richard Cook und Brian Morton betrachten im Penguin Guide to Jazz Ancora da Capo als „Meisterwerk“ und Ganelins Rolle als „definitive Performance“. Die Konzertmitschnitte seien „von monolithischer Intensität, die alles von dem ausdrücken, was das Beste an dieser Band ist, nämlich strahlende Expressivität, dichtes, leidenschaftliches Spiel, Humor und Ironie“.

## Ausgewählte diskographische Hinweise
- Poco A Loco (Leo, 1978)
- Catalogue: Live in East Germany (Leo, 1979)
- Encores (Leo, 1978–81) Leo Records
- Ancora da Capo (Leo, 1980)
- Non Troppo (hat Art, n. d.)
- Ganelin Trio Priority Live at the Lithuan National Philharmony Vilnius (Nemu, 2005, DVD)
- Slava Ganelin / Vladimir Homyakov: Neuma (Leo, 2018)
- Slava Ganelin, Alexej Kruglov, Oleg Yudanov: Access Point (2021)